# Anna Lesko
Anna Lesko (født 10. januar 1979 i Chișinău i Moldova) er en rumænsk house/pop-sangerinde. Hun startede sin musikalske karriere i 2002 og har siden nået flere gange den rumænske top 40. Anna Lesko fik et gennembrud i 2006 med sangen "Anicyka Maya (en)". Hun er også kendt for sangene "Ard în flăcări", "Lasă-mă să cred", "24", "1001 dorințe" og "Ivanko".

## Disografi

### Studiealbum
- 2002 - Flăcări
- 2003 - Inseparabili
- 2004 - Pentru Tine
- 2006 - Ispita
- 2007 - 24
- 2010 - Jocul Seducţiei

### Singler
- "Ard în Flăcări" (2002)
- "Inseparabili" (2003)
- "Inocenta"
- "Pentru Tine" (2004)
- "Nu Mai Am Timp" (2004)
- "Anicyka Maya" (2005)
- "24"
- "1001 Dorinţe" (2007)
- "Balalaika" (2009)
- "Wake Up" (2011)
- "Go Crazy" (Featuring Gilberto) (2012)
- "Ia-mă" (2012)
- "Leagănă barca" (2013)
- "Foc şi scrum" (2014)
- "So Sexy" (Featuring Vova) (2015)
- "Down Down/Habibi" (Featuring Vova) (2015)
- "Ivanko" (Featuring Culita Sterp) (2020)